# Ben Hunt-Davis
 (décembre 2023).
Si vous disposez d'ouvrages ou d'articles de référence ou si vous connaissez des sites web de qualité traitant du thème abordé ici, merci de compléter l'article en donnant les références utiles à sa vérifiabilité et en les liant à la section « Notes et références ».
Ben Hunt-Davis, né le 15 mars 1972 à Tidworth, est un rameur d'aviron britannique. 

## Carrière
Ben Hunt-Davis participe aux Jeux olympiques de 2000 à Sydney et remporte la médaille d'or avec le huit  britannique composé de Andrew Lindsay, Simon Dennis, Louis Attrill, Luka Grubor, Kieran West, Fred Scarlett, Steve Trapmore et Rowley Douglas.
Il est aussi médaillé d'argent en huit aux Championnats du monde d'aviron 1999.